# Mniaceae
Mniaceae, porodica pravih mahovina u redu Bryales. Sastoji se od 16 rodova.

## Rodovi
1. Cinclidium Sw.
2. Cyrtomnium Holmen
3. Epipterygium Lindb.
4. Haplodontium Hampe
5. Leucolepis Lindb.
6. Mielichhoferia Nees & Hornsch.
7. Mnium Hedw.
8. Orthomnion Wilson
9. Plagiomnium T. J. Kop.
10. Pohlia Hedw.
11. Pseudobryum (Kindb.) T. J. Kop.
12. Pseudopohlia R. S. Williams
13. Rhizomnium (Broth.) T. J. Kop.
14. Schizymenium Harv.
15. Synthetodontium Cardot
16. Trachycystis T. J. Kop.